# Le Fils de l'autre

Le Fils de l'autre é um drama francês dirigido por Lorraine Lévy, estrelando Emmanuelle Devos, Jules Sitruk, Mehdi Dehbi, entre outros.

## Sinopse
Joseph Silberg é um jovem judeu-israelense, extrovertido e alegre que, ao alistar-se para o exército, descobre através de exames de sangue que não é filho biológico de seus pais. A família vai atrás do hospital onde Joseph nasceu e fica chocada com a constatação de que, na noite de seu nascimento, o caos de um bombardeio fez com que o filho dos Silberg fosse trocado com outro bebê, também nascido naquela noite; filho dos Al-Bezaaz, uma família palestina. Na Cisjordânia, Yacine Al Bezaaz é um jovem palestino árabe que ouve a mesma história, ao retornar de uma temporada na França. Suas famílias, então, decidem apresentar os meninos para seus verdadeiros pais.
A aproximação expõe feridas sobre o drama da coexistência entre as identidades judaica e árabe, induzindo os garotos questionarem-se sobre a validade de seus dogmas e sua resistência à cultura alheia. Através da amizade que desenvolvem, Joseph e Yacine levam ambas as famílias reconsiderarem suas posições à respeito das divergências tão fortes naquela região do mundo, bem como a aproximarem-se; numa clara iniciativa de que a paz é o único caminho para o progresso humano.

## Elenco
- Emmanuelle Devos - Orith Silberg
- Pascal Elbé - Alon Silberg
- Jules Sitruk - Joseph Silberg
- Mehdi Dehbi - Yacine Al Bezaaz
- Areen Omari - Leïla Al Bezaaz
- Khalifa Natour - Saïd Al Bezaaz
- Mahmud Shalaby - Bilal Al Bezaaz
- Diana Zriek - Amina
- Marie Wisselmann - Keren
- Bruno Podalydès - David
- Ezra Dagan - O rabino
- Tamar Shem Or - Yona
- Tomer Offner - Ilan
- Noa Manor - Ethel
- Shira Naor -Lisa
- Jill Ben David - O diretor do Hospital